# Antenne d'Eltanin

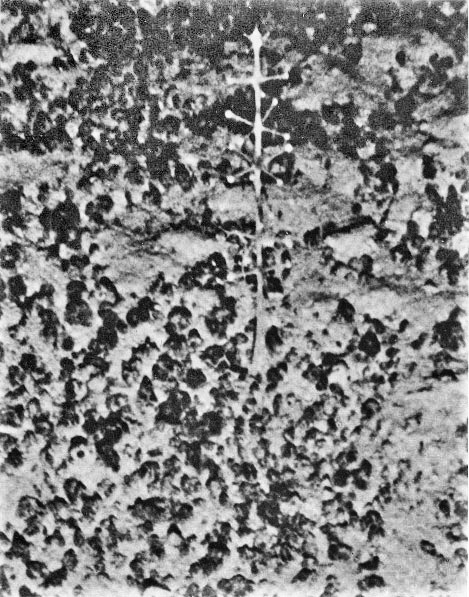
L'antenne d'Eltanin.

L'antenne d'Eltanin est une curiosité océanographique qui fut durant près de 40 ans à l'origine de bien des interprétations.

## Dénomination
Cette curiosité sous-marine tient son nom d'une équipe scientifique américaine transportée par l'USNS Eltanin, un navire océanographique. Eltanin est le nom de l'étoile dénommée scientifiquement Gamma Draconis.

## Description

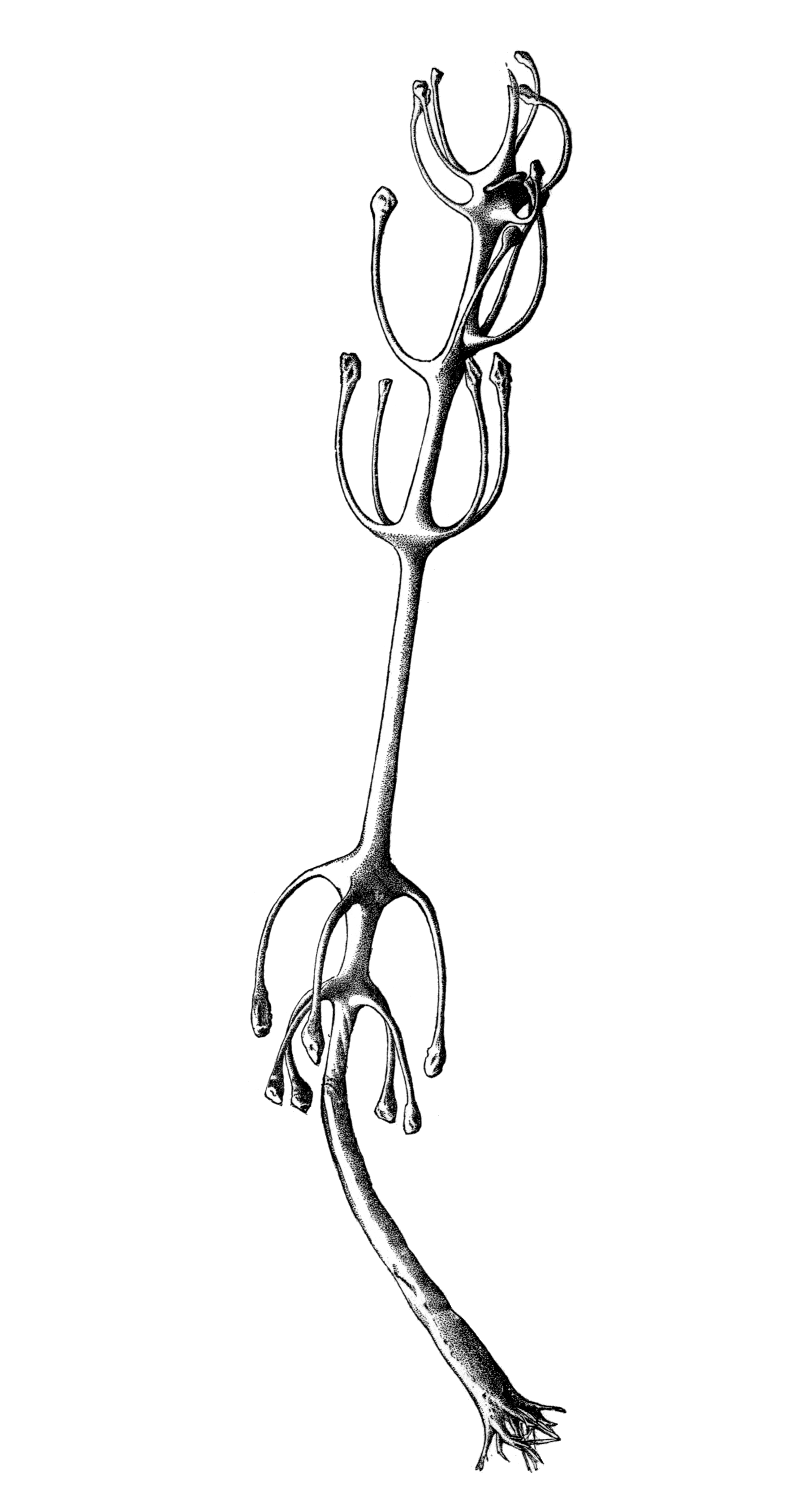
Illustration de 1888 d'une Cladorhiza concrescens.

Elle doit son origine à un cliché d'une équipe de mission océanographique en 1964 au large de l'Antarctique.
Ce cliché représente ce qui semble ressembler à une antenne située à 4 115 mètres de profondeur.

## Théories sur son origine
Sa présence à cette profondeur suscita bien des controverses:
- Une théorie lié à la guerre froide a tout d'abord évoqué une antenne relais de télémétrie perdue ou déposée secrètement par un navire soviétique
- Les tenants de théories mythologiques pensaient qu'il s'agissait d'une preuve de l'existence d'une ancienne civilisation inconnue technologiquement très avancée qui aurait peuplé l'Antarctique dans des temps très lointains.
- Des théories ufologiques avançaient qu'il s'agissait d'un relais extraterrestre.

## Explication scientifique
Depuis 2005, une autre théorie suggère qu'il pourrait s'agir d'une espèce d'éponge très particulière, une cladorhizidae de genre Cladorhiza concrescens..